# Campeonato Paraguaio de Futebol de 2018 - Clausura
O Campeonato Paraguaio de Futebol de 2018 "Clausura" será o centésimo décimo oitavo torneio desta competição. Irão participar doze equipes. As duas equipes com piores promedios são rebaixadas. É um campeonato no sistema de Apertura e Clausura separados, com dois campeões paraguaios por ano, sem a necessidade de final entre eles. .O campeão representará o Paraguai na Copa Libertadores da América de 2019. As outras duas vagas serão para o campeão do apertura e o primeiro melhor finalista na tabela geral. Para a Copa Sul-Americana de 2019, os quatro melhores clubes na tabela de pontuação total (que inclui o Apertura e o Clausura somados)

## Participantes
| Equipe                        | Cidade          | Departamento     | Em 2017               | Estádio                | Capac. | Títulos                                                  | Part. |
| ----------------------------- | --------------- | ---------------- | --------------------- | ---------------------- | ------ | -------------------------------------------------------- | ----- |
| 3 de Febrero                  | Ciudad del Este | Alto Paraná      | Décimo Segundo Lugar  | Antonio Oddone Sarubbi | 28.000 | 0 (não possui)                                           | 16    |
| Cerro Porteño                 | Assunção        | Distrito Capital | Vice Campeão          | General Pablo Rojas    | 45.000 | 32 (último em Clausura de 2017)                          | 110   |
| Deportivo Capiatá             | Capiatá         | Central          | Décimo Primeiro Lugar | Lic. Erico Galeano     | 15.000 | 0 (não possui)                                           | 11    |
| Deportivo Santaní             | San Estanislao  | San Pedro        | Nono Lugar            | Juan José Vázquez      | 4.928  | 0 (não possui)                                           | 4     |
| General Díaz                  | Luque           | Central          | Sétimo Lugar          | General Adrián Jara    | 4.000  | 0 (não possui)                                           | 10    |
| Guaraní                       | Assunção        | Distrito Capital | Oitavo Lugar          | Rogelio Livieres       | 5.380  | 11 (último em Clausura de 2016)                          | 117   |
| Independiente de Campo Grande | Assunção        | Distrito Capital | Quinto Lugar          | Estádio Ricardo Gregor | 4.000  | 0 (não possui)                                           | 8     |
| Libertad                      | Assunção        | Distrito Capital | Terceiro Lugar        | Dr. Nicolás Leoz       | 10.100 | 20 (último em Apertura de 2017)                          | 113   |
| Nacional                      | Assunção        | Distrito Capital | Quarto Lugar          | Arsenio Erico          | 4.434  | 9 (1909, 1911, 1924, 1926, 1942, 1946, 2009, 2011, 2013) | 111   |
| Olimpia                       | Assunção        | Distrito Capital | Campeão               | Manuel Ferreira        | 25.820 | 41 (último em Apertura de 2018)                          | 118   |
| Sol de América                | Villa Elisa     | Central          | Sexto Lugar           | Luis Alfonso Giagni    | 10.200 | 2 (1986, 1991)                                           | 110   |
| Sportivo Luqueño              | Luque           | Central          | Décimo Lugar          | Feliciano Cáceres      | 20.183 | 2 (1951,1953)                                            | 94    |

## Premiação
| Campeonato Paraguaio 2018 Primeira Divisão - Clausura |
| Assunção                                              |
| ----------------------------------------------------- |
| Olimpia Bicampeão (42º título)                        |